# Louis Mazetier (pianiste)
Pour les articles homonymes, voir Mazetier.
Louis Mazetier est un pianiste de piano stride français né le 17 février 1960.

## Biographie
Louis Mazetier commence à jouer du piano à l'âge de 7 ans à Aubusson. Il découvre Fats Waller vers ses 14 ans, et se met à imiter son style. Il s'installe ensuite à Paris pour suivre des études de médecine et joue dans les clubs parisiens à partir de 1977.
Il rencontre Francois Rilhac en 1983, avec lequel il monte un duo de pianistes. Il rejoint à la même époque l'orchestre de Gilbert Leroux, avec qui il restera plus de 10 ans.
Il monte ensuite un trio avec Patrick Saussois à la guitare et Enzo Mucci à la contrebasse, et rejoint l'orchestre Paris Washboard, avec Daniel Barda au trombone, Alain Marquet à la clarinette et Gilbert Leroux puis Gérard Bagot au washboard.
Louis Mazetier est pianiste soliste depuis 1991. Il a notamment travaillé avec Dick Hyman et Neville Dickie (en).
Il crée en 2002 un duo avec Jean-Loup Longnon à la trompette. Cette collaboration donnera en 2004 un disque original et remarqué : Just Friends. Le phrasé bebop exubérant de Longnon se marie parfaitement avec l'accompagnement stride de Louis Mazetier.
En 2014, il s'associe avec le violoniste Alexis Lograda pour un nouveau duo.
Son style est très influencé par les pianistes de stride, principalement Donald Lambert, mais également Eubie Blake, James P. Johnson, Fats Waller, Johnny Guarnieri ou encore Art Tatum.
Louis Mazetier exerce en parallèle la profession de radiologue.

## Prix
- 1992 : Prix Sidney Bechet du meilleur musicien de Jazz traditionnel, Académie du jazz
  - Prix Bill Coleman du meilleur disque, Académie du jazz

## Discographie
Avec Paris Washboard
- 1988 : When You're Smiling (Stomp Off)
- 1993 : Waiting for the sunrise (Stomp Off)
- 1993 : Live in Gaveau (Stomp Off)
- 1995 : Truckin' (Stomp Off)
- 1996 : The Love Nest (Stomp Off)
- 1997 : Love for Sale (Stomp Off)
- 1998 : One More Time (Stomp Off)
- 1999 : Caravan/Merci Duke (Stomp Off)
- 2000 : Wild Cat Blues/Merci Fats (Stomp Off)
- 2000 : Super ! (Stomp Off)
- 2003 : 15 Years Fresh ! (Stomp Off)
- 2010 : Live in Monségur (Stomp Off)

En solo
- 1991 : Echoes of Carolina, avec François Rilhac (Stomp Off)
- 2008 : Tributes, Portraits and Other Stories (Arbors Records)
- 2012 : My Own Stuff (Arbors Records)

Avec Neville Dickie (en)
- 1994 : If Dreams Come True (Stomp Off)
- 1996 : Harlem Strut (Stomp Off)

Avec Guillaume Nouaux
- 2020 : Guillaume Nouaux & The Stride Piano Kings (autoproduction)